# Flugplatz Klein Mühlingen

i7
i11
i13
Der Flugplatz Klein Mühlingen (ICAO-Code: EDOM) ist ein Sonderlandeplatz im Salzlandkreis. Er ist für Segelflugzeuge, Motorsegler, Ultraleichtflugzeuge und Motorflugzeuge mit einem Höchstabfluggewicht von bis zu zwei Tonnen sowie für Hubschrauber mit einem Höchstabfluggewicht von bis zu 5,7 Tonnen zugelassen.